# Erembodegem
Erembodegem est une section de la ville belge d'Alost dans le Denderstreek, située en Région flamande dans la province de Flandre-Orientale. C'était une commune à part entière avant la fusion des communes de 1977.

## Démographie

### Évolution démographique
- Sources : INS, Rem.: 1831 jusqu'en 1970 = recensements, 1976 = nombre d'habitants au 31 décembre[2].

## Personnalités liées à Erembodegem
- Jan Vaerman (1653-1731), mathématicien, né à Erembodegem.
- Louis Paul Boon (Alost 1912 - Erembodegem, 1979), écrivain.
- Roger Moens (1930-), athlète spécialiste du 800 m, vice-champion olympique.
- Sabine Appelmans (1972-), joueuse de tennis.